# Justizvollzugsanstalt Schweinfurt
Die Justizvollzugsanstalt Schweinfurt liegt in der Stadt Schweinfurt in Unterfranken. Die Anstalt ist der Verwaltung der JVA Würzburg angegliedert.

## Lage
Die Justizvollzugsanstalt Schweinfurt liegt in der westlichen Altstadt, in der Hadergasse.

## Geschichte
Auf dem Gelände der JVA wurde erstmals im Jahre 1884 ein Gefängnis errichtet. Es wurde im Krieg 1944 durch Fliegerbomben vollständig zerstört. Seitdem wurden alle für die Gerichte in Schweinfurt in Haft genommenen Personen in einem Luftschutzbunker der Stadt untergebracht.
Erst 1957 wurde das heutige Gefängnisgebäude fertiggestellt und mit Gefangenen belegt. Die Stadtmauer dient hier weiterhin, wie bereits beim alten Grbäude, als Gefängnismauer. Die Frauenabteilung wurde 1967 wieder aufgelöst; die Gesamtzahl der Haftplätze wurde nach einer Neuberechnung vorübergehend auf insgesamt 34 Haftplätze verringert.
In den Jahren 2003 und 2006 wurden umfassende Baumaßnahmen durchgeführt. Die Justizvollzugsanstalt Schweinfurt weist seither 84 Haftplätze auf.

## Sonstiges
Das Gebäude erhielt im Zuge der Baumaßnahmen der 2000er Jahre wieder einen roten Anstrich, so wie beim Neubau von 1957, als Hommage an den Spitznamen der JVA Villa Rosa.
Ein prominenter Häftling war der ehemalige Bad Kissinger Oberbürgermeister Karl Heinz Laudenbach.